# La Riche
La Riche là một xã thuộc tỉnh Indre-et-Loire trong vùng Centre-Val de Loire ở miền trung nước Pháp. Theo điều tra dân số năm 2006 của INSEE có dân số 9612 người. Xã nằm ở khu vực có độ cao từ 43-51 mét trên mực nước biển.